# Émilie Pellapra
Émilie Louise Marie Françoise Joséphine Pellapra, par son mariage comtesse de Brigode, puis princesse de Chimay est née à Lyon le 11 novembre 1806 et morte au château de Menars (Loir-et-Cher) le 22 mai 1871. Elle serait une fille naturelle de Napoléon Ier, empereur des Français.

## Biographie

### Origine napoléonienne
Officiellement fille de Françoise-Marie-Émilie Le Roy, (elle-même fille d’Amable Le Roy, maître imprimeur de Lyon, et de Marie-Angélique Chevrillon) et de son mari, Henri Pellapra, riche financier devenu sous l’Empire receveur des Finances (dont Magloire Perinne fut le fondé de pouvoir), Émilie Pellapra serait en réalité la fille naturelle de Napoléon Ier. Ce dernier aurait eu une aventure avec sa mère lors d’une étape à Lyon.

### Unions et descendance
Émilie Pellapra épousa, le 2 avril 1825, le comte Louis-Marie de Brigode (1777-1827) qui mourut peu après, non sans qu’ils aient eu des jumeaux :
- Fernand (1er août 1827 † octobre 1830) ;
- Louis Marie Henry Pierre Désiré (1er août 1827 † 1859), frère jumeau du précédent, comte de Brigode[1], pair de France, maire de Romilly, marié en 1849 avec Anette du Hallay-Coëtquen (1831 † 1905), d'où postérité.

Elle se remaria le 30 août 1830 avec le prince Joseph de Riquet de Caraman (1808-1886), 17e prince de Chimay, dont elle eut quatre enfants :
- Marie Thérèse Emilie (1832-1851), comtesse de Lagrange ;
- Marie Joseph Guy Henry Philippe (1836-1892)  (ép. Marie de Montesquiou-Fezensac puis Mathilde de Barandiaran) ;
- Valentine (1839-1914), princesse Paul de Bauffremont puis princesse Georges Bibesco ;
- Eugène (1847-1881) (ép. Louise de Graffenried-Villars).